# Lady Helen's Escapade
Lady Helen's Escapade é um filme norte-americano de 1909 em curta-metragem, dirigido por D.W. Griffith. O filme foi produzido e distribuído por Biograph Company e foi filmado em Fort Lee, Nova Jérsei.